# Zamarada acis
Zamarada acis là một loài bướm đêm trong họ Geometridae.